# Осьмаков Олексій Федорович
Олексій Федорович Осьмаков (13 січня 1912, с. Гусівка, нині Волгоградська область, РФ — 7 серпня 1971, м. Тернопіль) — український журналіст, редактор. Батько Тамари Удіної, дід Олени Арутюнян, Вероніки Удіної. Член Спілки журналістів України. Учасник німецько-радянської війни (1941—1945), майор. Ордени Вітчизняної війни 1-го та 2- го ступенів, Червоної зірки, медалі.

## Життєпис
Працював кореспондентом, редактором фронтової газети «На страже Родины» дивізії Західного фронту; редактором Христинівської районної газети (1945—1946, Київська область, нині м. Христинівка належить до Черкаської области), від 1946 — редактор Чортківської районної газети, 1950 — Зборівської газети, 1953 — директор Тернопільського обласного газетного видавництва, 1957 — кореспондент обласної газети «Вільне життя», 1969 — журналіст газети «Текстильник».